# Morgenkreis

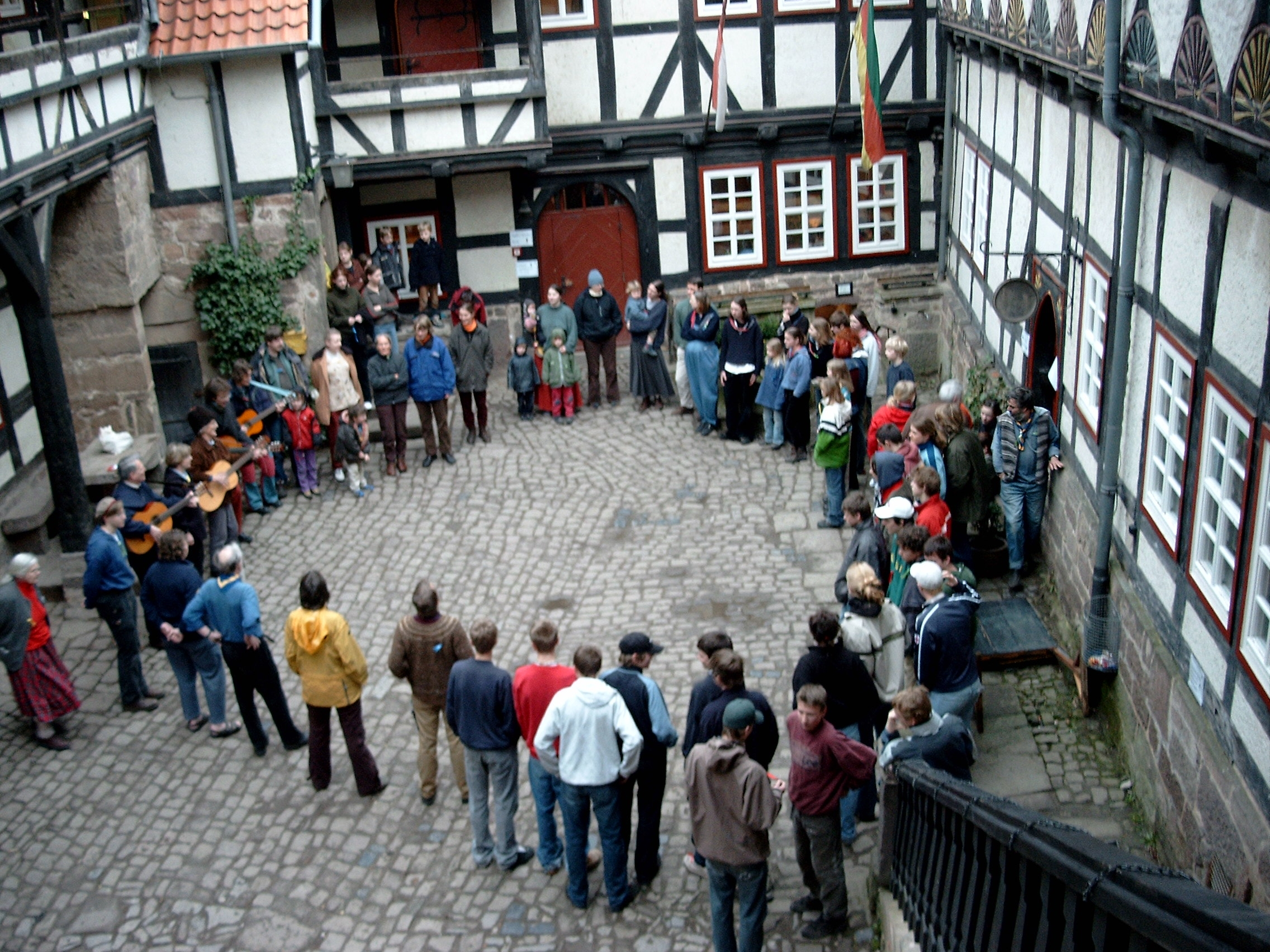
Morgenkreis mit Erwachsenen

Ein Morgenkreis ist ein Steuerungsinstrument der Pädagogik.
Er dient dazu, das Befinden und die Tagesform anzusprechen und die täglichen Aufgaben festzulegen.
Es wird bei Kindern meist zusammen gesungen und sie haben die Möglichkeit, sich gegenseitig auszutauschen.
Der Morgenkreis findet Anwendung in mehreren sozialpädagogischen Strukturen wie in der Schule, der Kindertagesstätte für Kinder, und in psychiatrischen Kliniken für die Patienten, meist Erwachsene. Er hilft den Kindern einen Rahmen zu definieren, Struktur und Rituale kennenzulernen.